# Complejo Deportivo de Yap
El Complejo Deportivo de Yap (en inglés: Yap Sports Complex)  se encuentra en Abai, Tomil, Estado de Yap, una de las divisiones administrativas de los Estados Federados de Micronesia. Es el estadio nacional y la sede en Yap para eventos deportivos. La capacidad del estadio es de alrededor de 2000 espectadores y fue construido en el año 2001.